# Roshtkhvar (shahrestan)
Roshtkhvar (persiska: رُشْتْخوار), även Roshtkhar eller Rashtkhar, officiellt Shahrestan-e Roshtkhvar (شهرستان رشتخوار), är en delprovins (shahrestan) i Iran. Den ligger i provinsen Razavikhorasan, i den nordöstra delen av landet. Administrativ huvudort är staden Roshtkhvar.
Delprovinsen hade 60 689 invånare 2016.